# Чемпіонат Швеції з хокею 1922
 Чемпіонат Швеції з хокею: 1922 — 1-й сезон турніру з хокею з шайбою, який проводився за кубковою системою. 
Переможцем змагань став клуб ІК «Йота» (Стокгольм).

## Турнір

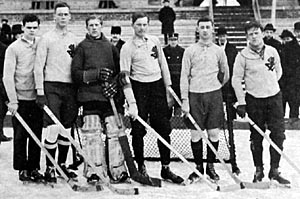
Перший чемпіон Швеції 1922 року ІК «Йота» (Стокгольм). Зліва направо: Брор "Бруллан" Арве, Біргер Бігге Гольмквіст, Ейнар Генд-Еє Ульссон (воротар), Ейнар Стур-Клас Свенссон, Оке Ниберг, Ейнар Кнаттен Лунделл.

### Перший раунд
- 10 березня 1922: «Гаммарбю» ІФ (Стокгольм) – Лідінге ІФ 8-0
- 10 березня 1922: ІК «Йота» (Стокгольм) - ІФ «Ліннеа» (Стокгольм) 7-0
- 11 березня 1922: «Юргорден» ІФ (Стокгольм) - АІК Стокгольм 4-2
- 11 березня 1922: Нака СК  - ІФК Стокгольм 5-6

### Півфінал
- 12 березня 1922: ІК «Йота» (Стокгольм) - Нака СК   4-1
- 12 березня 1922: «Гаммарбю» ІФ (Стокгольм) - «Юргорден» ІФ (Стокгольм) 4-1

### Фінал
- 12 березня 1922: ІК «Йота» (Стокгольм) - «Гаммарбю» ІФ (Стокгольм) 6-0 (2-0, 4-0)